# Triptognathus exter
Triptognathus exter är en stekelart som beskrevs av Heinrich 1978. Triptognathus exter ingår i släktet Triptognathus och familjen brokparasitsteklar. Inga underarter finns listade i Catalogue of Life.